# Janneke Ensing
Janneke Ensing (ur. 21 września 1986 w Gieten) – holenderska łyżwiarka szybka.

## Kariera
Największy sukces w karierze Janneke Ensing osiągnęła w sezonie 2013/2014, kiedy zajęła trzecie miejsce w klasyfikacji końcowej Pucharu Świata w starcie masowym. Wyprzedziły ją wtedy bezpośrednio Włoszka Francesca Lollobrigida oraz kolejna Holenderka, Irene Schouten. W zawodów tego cyklu zadebiutowała 18 listopada 2011 roku w Czelabińsku, zajmując jedenaste miejsce na dystansie 3000 m. Tylko raz stanęła na podium - 9 marca 2014 roku w Inzell zajęła drugie miejsce w starcie masowym. Jak dotąd nie wystąpiła na mistrzostwach świata, ani igrzyskach olimpijskich.